# Copelatus taprobanicus
Copelatus taprobanicus är en skalbaggsart som beskrevs av Wewalka och Vazirani 1985. Copelatus taprobanicus ingår i släktet Copelatus och familjen dykare. Inga underarter finns listade i Catalogue of Life.